# Королівський арсенал
Королів́ський арсена́л — споруда фортифікаційного плану, що знаходиться у Львові на вул. Підвальній, 13.

## Історія
Зведений у 1639–1646 рр. (за проектом Павла Ґродзицького) на місці старого, так званого Малого арсеналу (1575 р.). Новий арсенал дістав назву Королівського, оскільки 2/3 вартості будівництва сплатив король Владислав IV Ваза. Арсенал використовувався як склад міської зброї і виконував свої безпосередні функції до 1768 р. При арсеналі також діяли ливарня, у котрих відливали зброю та дзвони, а також різні майстерні. З 1927 р. приміщення використовують під державний архів. Після 1939 р. тут містяться фонди Центрального державного історичного архіву України та дирекція Державного архіву Львівської області.
Як і Міський арсенал, Королівський був прибудований до Високого муру і входив до системи укріплень. У разі штурму арсенал ставав пасткою для тих, хто увірветься у двір, бо кожна точка подвір'я прострілюється з вікон. Будинок зведено з каменю, є прямокутним у плані з двома L-подібними крилами, з'єднані стіною. Ці стіни зі східного боку оточують внутрішнє подвір'я. Фасад, котрий виходить на площу перед арсеналом прикрашений лоджією і бароковим фронтоном. На бічному фасаді східного крила зберігся різьблений кам'яний портал у стилі ренесанс.
Над внутрішнім порталом стояла скульптурна група «Михайло-архангел вражає сатану», її виготовив львівський майстер Каспер Франке у 1638 р. У 1704 р. вона була пошкоджена шведським ядром. У 1821 р. скульптуру перекинув вітер, при падінні вона постраждала, але була реставрована 1824 р. У 1866 р. цю скульптурну групу поставили на Гетьманських валах — центральній алеї нинішнього проспекту Свободи. Хулігани обламали позолочені крила Михайла-архангела. Тоді її забрали, тривалий час вона лежала на складах і врешті-решт потрапила до музею. Нині зберігається в Музеї зброї «Арсенал».